# Marathyssa histrio
Marathyssa histrio là một loài bướm đêm trong họ Noctuidae.